# Thorsminde
Thorsminde – miasto w Danii, w regionie Jutlandia Środkowa, w gminie Holstebro.